# Роздольне (Маріїнський округ)
Роздо́льне (рос. Раздольное) — село у складі Маріїнського округу Кемеровської області, Росія.

## Населення
Населення — 68 осіб (2010; 66 у 2002).
Національний склад (станом на 2002 рік):
- росіяни — 98 %